# Jim Clark
Pour les articles homonymes, voir Jim Clark (homonymie) et Clark.
Temple international de la renommée du sport automobile 1990
James Clark, Jr dit Jim Clark, né le 4 mars 1936, à Kilmany, Fife en Écosse et mort le 7 avril 1968 lors d'une course de Formule 2 sur le circuit d'Hockenheim en Allemagne de l'Ouest, est un pilote automobile britannique dont la brève carrière dans les années 1960 a marqué l'histoire du sport automobile.
Jim Clark, certainement l'un des plus grands pilotes de l'histoire de la Formule 1, construisit en quelques années un palmarès important. Signant 25 victoires (ce qui fait de lui au moment de sa mort le recordman du nombre de succès en Formule 1) et 33 pole positions en seulement 72 participations en Grand Prix, il remporte deux titres de champion du monde en 1963 et 1965. Outre ses titres en Formule 1, il remporte les 500 miles d'Indianapolis en 1965. Pour ces deux titres, il obtient également le Grand Prix de l'Académie des sports la même année.
Le style de conduite de Jim Clark, tout en douceur, devenu sa marque de fabrique et signe d'une grande habileté au volant, lui permettait d'enchaîner naturellement virages et trajectoires avec la régularité d'un métronome, tout en allant très vite. Ce style contribuera à bâtir la légende du pilote écossais, qui écrivit l'une des plus belles pages du sport automobile britannique.

## Les débuts
Fils de riches fermiers installés dans le village de Chirnside dans le Berwickshire et seul garçon d'une famille de cinq enfants, Jim Clark fait ses études de primaire d'abord à Kilmany, puis à Chirnside. Après trois années préparatoires à la Clifton Hall School, près d'Édimbourg, il est ensuite envoyé au pensionnat de la Loretto School de Musselburgh, dans l'East Lothian. Il semble alors prédestiné à prendre la suite de ses parents dans l'exploitation de la ferme familiale.
Ses premiers exploits automobiles dans des rallyes et des courses de côte locales, alors qu'il sort à peine de l'adolescence, ne provoquent pas un enthousiasme démesuré de la part de ses parents qui voient plutôt l'avenir de leur fils dans la culture et l'élevage. Mais son ami Ian Scott-Watson le soutient, jusqu'à son incorporation dans l'équipe de Jock McBain : Border Reivers. Au cours de l'une de ces courses il fait la rencontre qui va le lancer : il pilote une Lotus Elite contre le fondateur de Lotus, Colin Chapman, et termine second. Ce dernier, très impressionné par son talent, va suivre sa carrière de très près. Ironiquement, en 1959, Border Reivers envisageait d'acheter une Lotus de Formule 2 pour Clark, mais ce dernier ayant vu Graham Hill perdre une roue de cette même voiture lors d'une course, préfère aller courir en voitures de sport. Il dispute les 24 Heures du Mans 1959, pour la première fois sous la direction de Chapman, terminant second dans sa catégorie. Il y retourne en 1960 sur Aston Martin terminant troisième au général et en 1961, bien qu'il n'apprécie pas trop l'épreuve mancelle en raison de la trop grande différence de niveau de pilotage entre les concurrents, qui rendait, selon lui, l'épreuve dangereuse.
Il se lie avec Aston Martin, qui envisageait de s'engager en Formule 1, et avec Colin Chapman en Formule 2. Cependant la Formule 1 d'Aston Martin est un désastre complet, alors que Clark engrangeait victoires sur victoires en Formule 2 avec Lotus. Clark signe donc avec Lotus en Formule 1.

## En Formule 1

### Premières saisons
Sa première course en F1, lors du Grand Prix des Pays-Bas en 1960 se fait en remplacement de John Surtees qui continue de disputer des courses de moto. Il est cinquième avant que sa boîte de vitesses ne le lâche. La course suivante se déroule à Spa-Francorchamps, le circuit le plus dangereux de la saison : deux pilotes se tuent cette année-là, Chris Bristow et  Alan Stacey, le coéquipier de Clark. Cette fois, Jim Clark réussit à finir la course, et en cinquième position.
La saison suivante est plus mitigée : lors du Grand Prix d'Italie il percute la Ferrari de Wolfgang von Trips qui est projetée dans la foule, faisant quinze victimes dont le pilote allemand. Il remporte cette année-là son premier Grand Prix de F1 à Pau lors d'une course hors championnat, sur un circuit où il ne cessera de s'illustrer par la suite.

### La période des succès

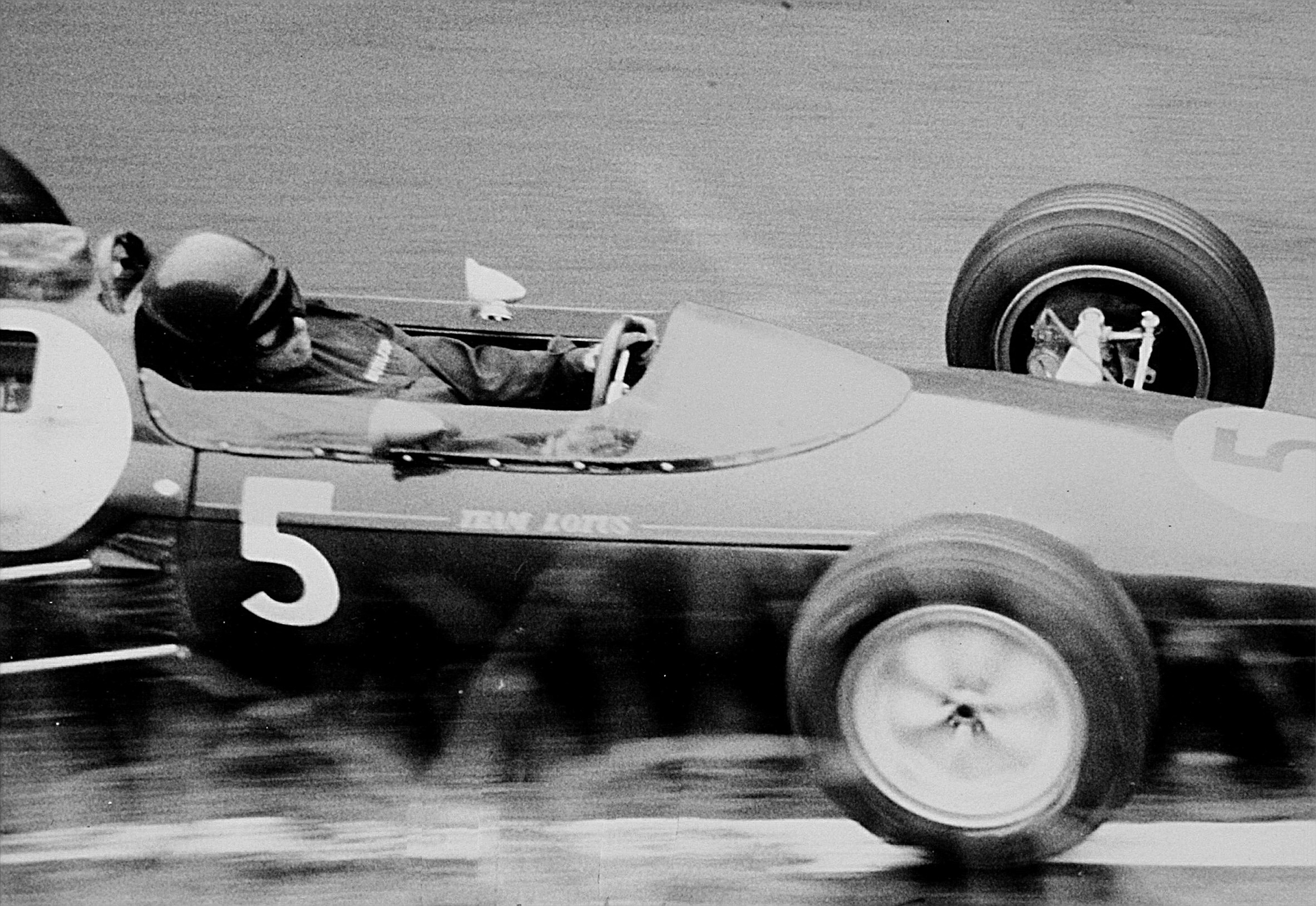
Jim Clark lors du Grand Prix d'Allemagne 1962

La saison 1962 débute par deux victoires hors-championnat du pilote Lotus sur la 24. Lors du Grand Prix d'ouverture de la saison, aux Pays-Bas, il renonce sur boîte de vitesses cassée. La course suivante, à Monaco, le voit abandonner sur panne moteur. Sa nouvelle Lotus 25 est une formidable voiture de course, mais sa fiabilité laisse à désirer. La délivrance vient à Spa, lançant la légende de Jim Clark. Il signe trois victoires au total en 1962 en Belgique, en Grande-Bretagne et aux États-Unis, et six pole positions. Il ne cède le titre à Graham Hill que sur une ultime défaillance de son véhicule, alors qu'il mène la dernière course.
L'année 1963 est celle de la consécration, puisqu'il remporte sept courses sur dix disputées, réalise autant de pole positions, monte neuf fois sur le podium et marque 54 points. Il remporte également le BRDC International Trophy, course hors-championnat disputée à Silverstone ainsi que le Grand Prix de Pau.
Il termine troisième en 1964 avec trois victoires et cinq pole positions, alors que John Surtees, le pilote Ferrari réussit l'exploit jamais égalé d'être titré à la fois en Formule 1 et en Grands Prix moto. 

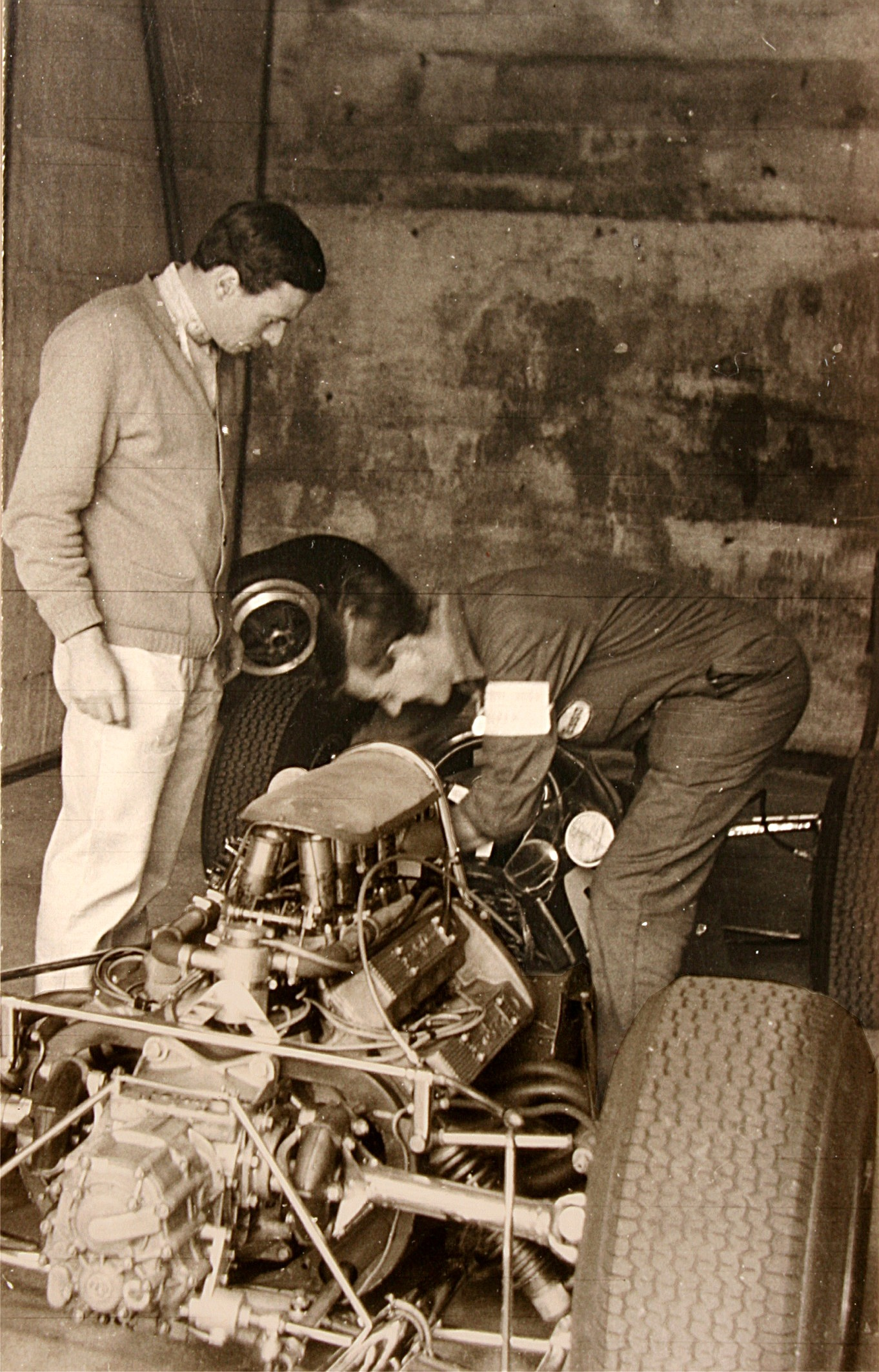
Jim Clark en 1965

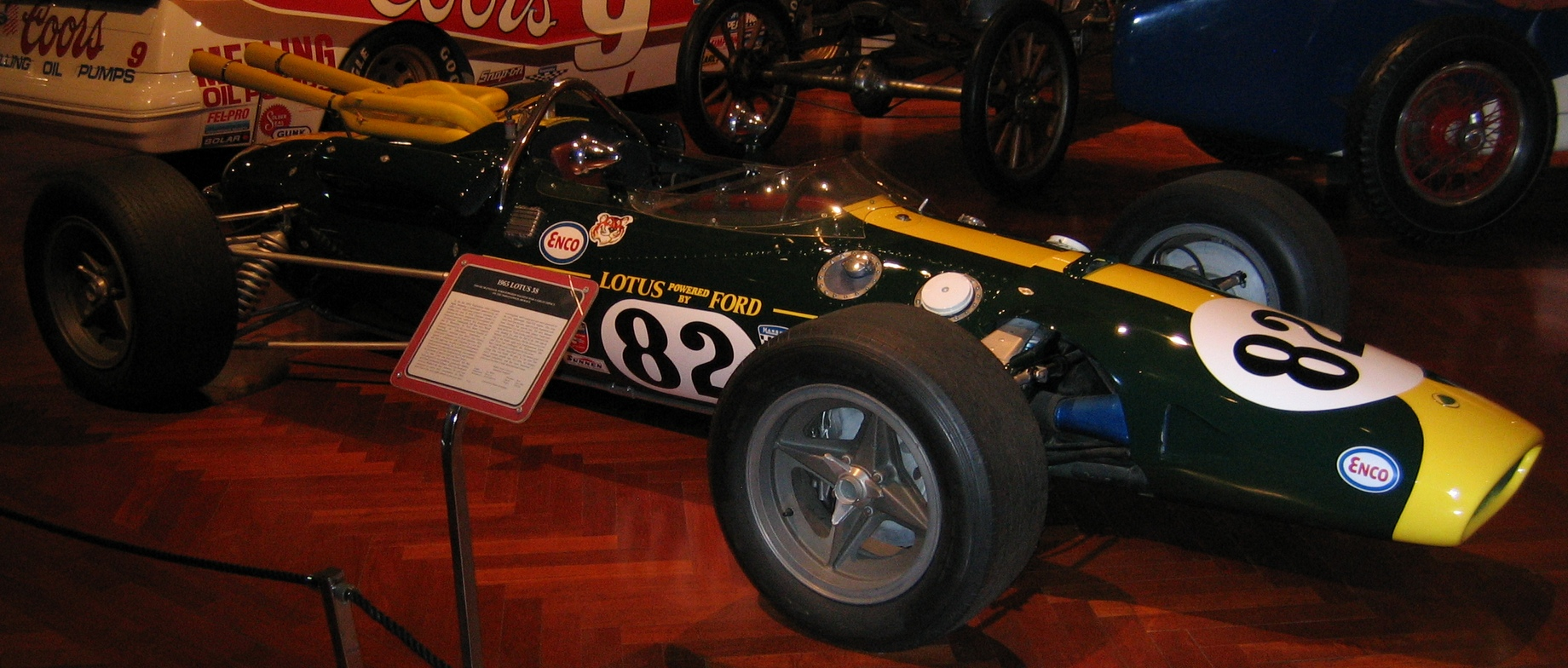
La Lotus 38-Ford de Clark, victorieuse de l'Indy 500 1965.

La saison 1965 se résume encore à une lutte à couteaux tirés entre Jim Clark, John Surtees et Graham Hill, arbitrée par Jackie Stewart. Clark dans sa Lotus 33 sort vainqueur de cette lutte et coiffe sa deuxième couronne mondiale, avec six victoires, six pole positions et six podiums, il marque 54 points, comme en 1963. Il gagne, cette année-là, son quatrième Grand Prix de Belgique sur le circuit de Spa, considéré comme l'un des circuits les plus difficiles à cette époque, alors qu'il le déteste pour sa dangerosité. Il gagne également la même année les 500 miles d'Indianapolis devant Parnelli Jones.
1966 voit l'arrivée de la nouvelle Formule 1 de Colin Chapman : la 43 qui, sous-motorisée et extrêmement capricieuse, ne permet à Clark de remporter qu'une course en 1966 : le Grand Prix des États-Unis et de ne signer que deux pole positions et autant de podiums, marquant seize points. En fin de saison, il effectue une prestation remarquée au Rallye RAC, au volant d'une Ford Cortina Lotus, se montrant l'égal des meilleurs spécialistes de la discipline avant d'être éliminé sur sortie de route.
La saison 1967 voit arriver le nouveau moteur Ford-Cosworth DFV autour duquel Chapman réalise la Lotus 49. Dès sa première course, à Zandvoort, Clark remporte la victoire à son volant. Cependant, le championnat voit le sacre de Dennis Hulme sur Brabham tandis que Clark termine troisième, avec 41 points : quatre victoires, six poles et cinq podiums. Ne disposant pas d'une voiture lui permettant de se battre pour le titre, Jim multiplie les exploits et accumule les meilleurs tours en course. Lors du Grand Prix d'Italie, il offre au public le spectacle d'une remontée exceptionnelle, qui le voit retrouver la tête de la course après avoir compté un tour de retard. Le 22 octobre 1967, lors du Grand Prix du Mexique, Jim Clark, avec 24 victoires, égale le record du nombre de victoires en Grand Prix, établi dix ans plus tôt par le quintuple champion du monde argentin Juan Manuel Fangio.
La saison 1968 est sa dernière. Il ne finit qu'une course, en Afrique du Sud, qu'il remporte après s'être élancé en pole position. C'est sa vingt-cinquième et dernière victoire, elle lui permet de battre le record de Fangio, qu'il aurait certainement porté beaucoup plus haut sans la tragédie d'Hockenheim.
Le 7 avril 1968, dans une course de Formule 2 sur le circuit d'Hockenheim, en Allemagne, sa Lotus quitte la route à la suite du déjantage d'un de ses pneus tubeless lors de la mise en appui dans une grande courbe, fait attribué à une probable crevaison lente. Il se tue dans l'accident. Lorsque les causes de cet accident sont déterminées, le règlement impose l'adoption par toutes les écuries de course de la fixation du talon du pneu sur la jante par des petites vis (appelées « gripsters »).
Jim Clark est considéré par les spécialistes et par des pilotes comme Fangio et Senna comme un des plus grands pilotes de tous les temps, qui aurait certainement obtenu un palmarès encore plus important, si, à l'instar du Brésilien Ayrton Senna, la mort n'était venue interrompre sa trajectoire.
Le championnat de Formule 2 historique (IHF2) lui rend hommage en décernant le Jim Clark Trophy au vainqueur de la catégorie E.

## Statistiques en championnat du monde de Formule 1

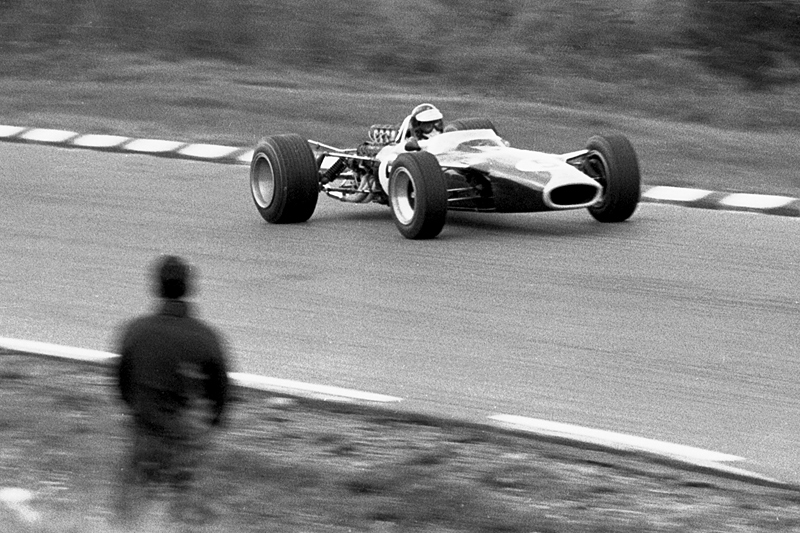
Jim Clark sur Lotus-Ford lors du Grand Prix des États-Unis 1967 à Watkins Glen.

Jim Clark n'a participé, au cours d'une carrière brutalement interrompue à l'âge de 32 ans, qu'à 72 courses. Il a remporté 25 victoires, décroché 32 podiums, 33 pole positions, 28 meilleurs tours en course, 13 hat-tricks et a terminé 40 fois dans les points. Il a marqué 274 points en championnat du monde et a obtenu le titre de champion du monde à deux reprises. Il a été le premier pilote à obtenir plus de victoires que le légendaire pilote argentin Juan Manuel Fangio (25 contre 24).
- 33 pole positions (soit 45,83 %)
- 42 départs en première ligne (soit 58,33 %)
- 25 victoires en Grand Prix (soit 34,72 %)
- 1 deuxième place en Grand Prix (soit 1,39 %)
- 6 troisièmes places en Grand Prix (soit 8,33 %)
- 32 podiums (soit 44,44 %)
- 29 meilleurs tours (soit 40,28 %)
- 11 hat tricks  (soit 15,28 %)
- 1 940 tours en tête (soit 49,55 % des tours parcourus)
- 10 110 km en tête (soit 49,55 % des km parcourus)
- 43 courses en ayant mené (soit 59,72 %)
- 40 arrivées dans les points (soit 55,56 %)
- 28 abandons : (soit 38,89 %)
- Moyenne de pts par GP : 3,81
- Moyenne de pts par saison : 30,44

- Débuts en Formule 1 : Grand Prix des Pays-Bas 1960, sur le circuit de Zandvoort, le 6 juin 1960 (abandon au 42e tour / transmission)
- Première pole position : Grand Prix de Monaco 1962, sur le circuit de Monaco, le 3 juin 1962, pour son seizième Grand Prix
- Première victoire : Grand Prix de Belgique 1962, sur le circuit de Spa-Francorchamps, le 17 juin 1962, pour son dix-septième Grand Prix
- Dernière course en Formule 1 : Grand Prix d'Afrique du Sud 1968, sur le circuit de Kyalami, le 1er janvier 1968, pour son 72e Grand Prix (victoire/pole position/meilleur tour).

## Résultats en championnat du monde de Formule 1
| Saison | Écurie     | Châssis                    | Moteur                                          | Pneus     | GP disputés | Victoires | Pole Positions | Records du tour | Points inscrits | Classement |
| ------ | ---------- | -------------------------- | ----------------------------------------------- | --------- | ----------- | --------- | -------------- | --------------- | --------------- | ---------- |
| 1960   | Team Lotus | Lotus 18                   | Climax FPF L4                                   | Dunlop    | 6           | 0         | 0              | 0               | 8               | 10e        |
| 1961   | Team Lotus | Lotus 21                   | Climax FPF L4                                   | Dunlop    | 8           | 0         | 0              | 1               | 11              | 7e         |
| 1962   | Team Lotus | Lotus 25                   | Climax FWMV V8                                  | Dunlop    | 9           | 3         | 6              | 5               | 30              | 2e         |
| 1963   | Team Lotus | Lotus 25                   | Climax FWMV V8                                  | Dunlop    | 10          | 7         | 7              | 6               | 73              | Champion   |
| 1964   | Team Lotus | Lotus 25 Lotus 33          | Climax FWMV V8                                  | Dunlop    | 10          | 3         | 5              | 4               | 32              | 3e         |
| 1965   | Team Lotus | Lotus 25 Lotus 33          | Climax FWMV V8                                  | Dunlop    | 9           | 6         | 6              | 6               | 54              | Champion   |
| 1966   | Team Lotus | Lotus 33 Lotus 43          | Climax FWMV V8 BRM P75 H16                      | Firestone | 8           | 1         | 2              | 0               | 16              | 6e         |
| 1967   | Team Lotus | Lotus 43 Lotus 33 Lotus 49 | BRM P75 H16 Climax FWMV V8 Ford-Cosworth DFV V8 | Firestone | 11          | 4         | 6              | 5               | 41              | 3e         |
| 1968   | Team Lotus | Lotus 49                   | Ford-Cosworth DFV V8                            | Firestone | 1           | 1         | 1              | 1               | 9               | 11e        |

## Victoires en Championnat du monde de Formule 1

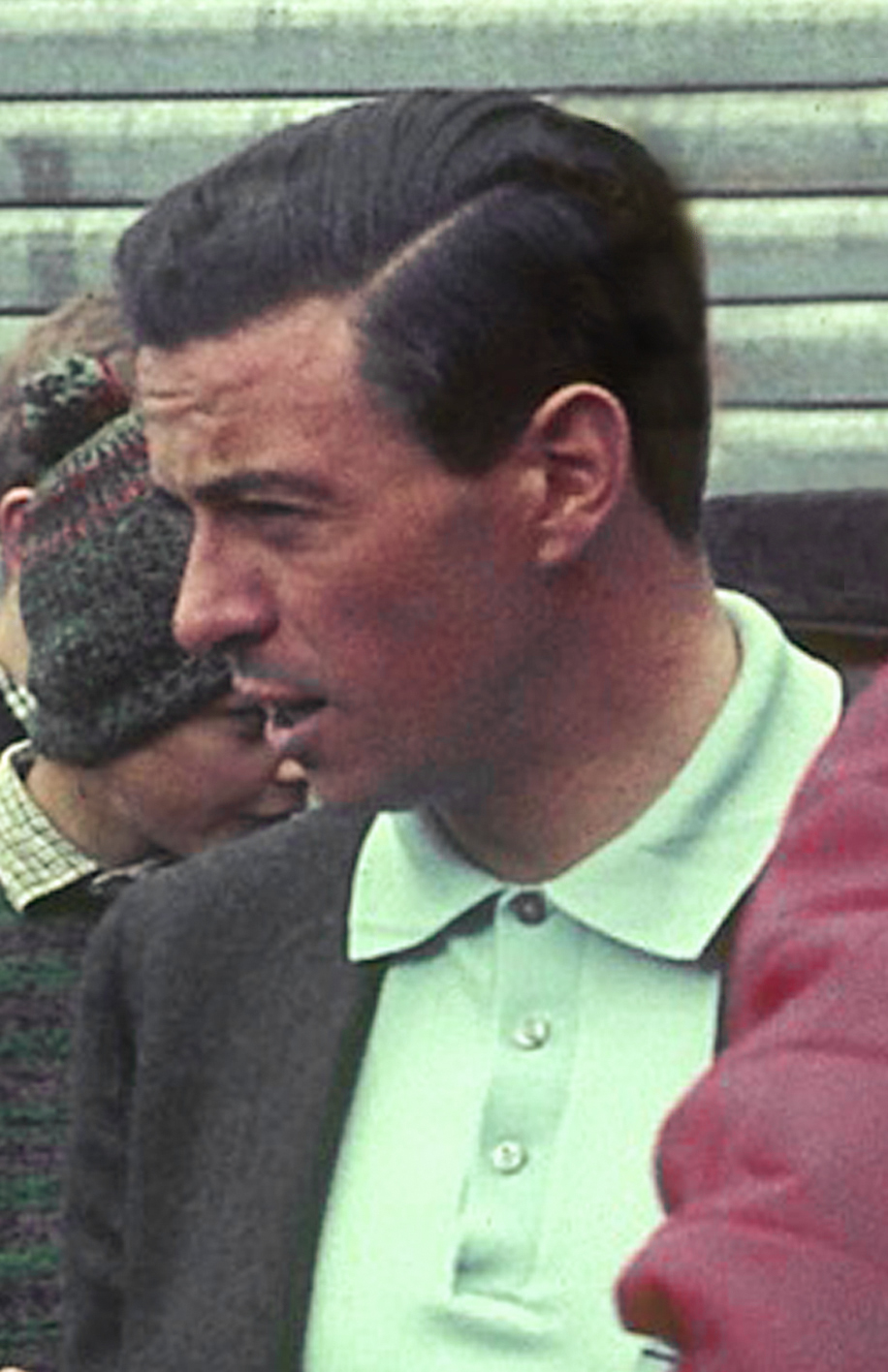
Jim Clark en 1966

| #  | Année | Manche | Date       | Grand Prix      | Circuit           | Départ | Écurie     | Voiture  | Résumé |
| -- | ----- | ------ | ---------- | --------------- | ----------------- | ------ | ---------- | -------- | ------ |
| 1  | 1962  | 03/09  | 17/06/1962 | Belgique        | Spa-Francorchamps | 13e    | Team Lotus | Lotus 25 | Résumé |
| 2  | 1962  | 05/09  | 21/07/1962 | Grande-Bretagne | Aintree           | 1er    | Team Lotus | Lotus 25 | Résumé |
| 3  | 1962  | 03/09  | 07/10/1962 | États-Unis      | Watkins Glen      | 1er    | Team Lotus | Lotus 25 | Résumé |
| 4  | 1963  | 02/10  | 09/06/1963 | Belgique        | Spa-Francorchamps | 8e     | Team Lotus | Lotus 25 | Résumé |
| 5  | 1963  | 03/10  | 23/06/1963 | Pays-Bas        | Zandvoort         | 1er    | Team Lotus | Lotus 25 | Résumé |
| 6  | 1963  | 04/10  | 30/06/1963 | France          | Reims             | 1er    | Team Lotus | Lotus 25 | Résumé |
| 7  | 1963  | 05/10  | 20/07/1963 | Grande-Bretagne | Silverstone       | 1er    | Team Lotus | Lotus 25 | Résumé |
| 8  | 1963  | 07/10  | 08/09/1963 | Italie          | Monza             | 3e     | Team Lotus | Lotus 25 | Résumé |
| 9  | 1963  | 09/10  | 27/10/1963 | Mexique         | Mexico City       | 1er    | Team Lotus | Lotus 25 | Résumé |
| 10 | 1963  | 10/10  | 28/12/1963 | Afrique du Sud  | East London       | 1er    | Team Lotus | Lotus 25 | Résumé |
| 11 | 1964  | 02/10  | 24/05/1964 | Pays-Bas        | Zandvoort         | 2e     | Team Lotus | Lotus 25 | Résumé |
| 12 | 1964  | 03/10  | 14/06/1964 | Belgique        | Spa-Francorchamps | 6e     | Team Lotus | Lotus 25 | Résumé |
| 13 | 1964  | 05/10  | 11/07/1964 | Grande-Bretagne | Brands Hatch      | 1er    | Team Lotus | Lotus 25 | Résumé |
| 14 | 1965  | 01/10  | 01/01/1965 | Afrique du Sud  | East London       | 1er    | Team Lotus | Lotus 33 | Résumé |
| 15 | 1965  | 03/10  | 13/06/1965 | Belgique        | Spa-Francorchamps | 2e     | Team Lotus | Lotus 33 | Résumé |
| 16 | 1965  | 04/10  | 27/06/1965 | France          | Charade           | 1er    | Team Lotus | Lotus 25 | Résumé |
| 17 | 1965  | 05/10  | 10/07/1965 | Grande-Bretagne | Silverstone       | 1er    | Team Lotus | Lotus 33 | Résumé |
| 18 | 1965  | 06/10  | 18/07/1965 | Pays-Bas        | Zandvoort         | 2e     | Team Lotus | Lotus 33 | Résumé |
| 19 | 1965  | 07/10  | 01/08/1965 | Allemagne       | Nürburgring       | 1er    | Team Lotus | Lotus 33 | Résumé |
| 20 | 1966  | 08/09  | 02/10/1966 | États-Unis      | Watkins Glen      | 2e     | Team Lotus | Lotus 43 | Résumé |
| 21 | 1967  | 03/11  | 04/06/1967 | Pays-Bas        | Zandvoort         | 8e     | Team Lotus | Lotus 49 | Résumé |
| 22 | 1967  | 06/11  | 15/07/1967 | Grande-Bretagne | Silverstone       | 1er    | Team Lotus | Lotus 49 | Résumé |
| 23 | 1967  | 10/11  | 01/10/1967 | États-Unis      | Watkins Glen      | 2e     | Team Lotus | Lotus 49 | Résumé |
| 24 | 1967  | 11/11  | 22/10/1967 | Mexique         | Mexico City       | 1er    | Team Lotus | Lotus 49 | Résumé |
| 25 | 1968  | 01/12  | 01/01/1968 | Afrique du Sud  | Kyalami           | 1er    | Team Lotus | Lotus 49 | Résumé |

## Principaux résultats en catégories Sport
- National Charterhall 1957 (Porsche) ;
- Full Sutton 1958 (Jaguar Type D) ;
- 3 Heures Autosport de Snetterton 1959 (Lotus Elite) et 1963 (Lotus 23) ;
- National Open d'Oulton Park 1963 (Lotus 23) ;
- Oulton Park et Mallory Park 1964 (Guards Sports Car Championship, sur Lotus 30) ;
- Lavant Cup de Goodwood 1965 (Lotus 30)[4].

## Résultats en Tasman Series
Jim Clark est le seul pilote triple champion de Formule Tasmane (1965, 1967 et 1968), avec le Néo-zélandais Graham McRae :
- 1965 : 4 victoires
- 1966 : 1 victoire
- 1967 : 3 victoires
- 1968 : 4 victoires

## Résultats en BTCC
- Champion britannique des voitures de tourisme 1964 : victoire sur Ford Cortina Lotus dans toutes les épreuves en classe B : Snetterton, Goodwood, Oulton Park 1, Aintree, Silverstone, Crystal Palace, Brands Hatch, et Oulton Park 2 (vice-champion John Fitzpatrick).

## Résultats en Formule 3
- Champion de Grande-Bretagne de Formule 3 : 1960 (John Davy Formula Junior, et Motor Racing Formula Junior, sur Lotus-Ford).

## Résultats aux 24 Heures du Mans
| Année | Équipe         | Voiture                 | Équipier          | Résultat |
| ----- | -------------- | ----------------------- | ----------------- | -------- |
| 1959  | Border Reivers | Lotus Elite Mk14-Climax | Sir John Whitmore | 10e      |
| 1960  | Border Reivers | Aston Martin DBR1/300   | Roy Salvadori     | 3e       |
| 1961  | Border Reivers | Aston Martin DBR1/300   | Ron Flockhart     | Abandon  |